# دونالد ووكر
دونالد ووكر (بالإنجليزية: Alick Walker)‏ (و. 1925 – 1999 م) هو إحاثي، من المملكة المتحدة، توفي في إيست رايدينج أوف يوركشير، عن عمر يناهز 74 عاماً.

## التعليم
تعلم في جامعة برستل، في تخصص جيولوجيا، وجامعة كامبريدج، في تخصص هندسة تطبيقية، وPocklington School ‏، وجامعة نيوكاسل.

## مناصب وهيئات
أدار جامعة نيوكاسل، وجامعة نيوكاسل.